# Gonçalo M. Tavares
Gonçalo M. Tavares (Luanda, Provincia Ultramarina de Angola, 1970) es un narrador, dramaturgo y poeta portugués. Su voz literaria muy personal ha hecho que la crítica lo considere uno de los más destacados escritores en lengua portuguesa. 

## Trayectoria
Tavares nació en Angola, pero pasó su infancia en el norte de Portugal, en Aveiro. Estudió Física, deportes y artes. Enseña epistemología en la Universidad de Lisboa. Fue becario del Ministerio de Cultura de Portugal con una beca en el área de Poesía. 
En 2001 publicó su primera obra, Livro da dança, un volumen de poesía. Luego entregó una secuencia de libros bajo el título Cadernos de Gonçalo M. Tavares. Ganó el premio Branquinho da Fonseca da Fundação Calouste Gulbenkian y el premio del diario Expresso con su obra El señor Valéry (O senhor Valéry) y el premio Revelación de Poesía, de la asociación portuguesa de escritores, con su libro Investigações.  Sus novelas O homem ou é tonto ou é mulher y A colher de Samuel Beckett e outros textos fueron adaptados al teatro. En 2007 ganó el Premio Portugal Telecom de Literatura con su obra Jérusalem.
En Portugal fue admirado por autores como José Saramago. En España, donde se ha publicado buen número de títulos, tiene como uno de sus más destacados valedores a Enrique Vila-Matas, que lo ha señalado como "la revelación más original de la literatura portuguesa". 

## Obra traducida al español
- Un hombre: Klaus Klump, tr.: Mondadori, 2006
- O Senhor Valéry, Caminho, 2002; tr.: El señor Valéry, Mondadori, 2006, con originales dibujos de Rachel Caiano
- O Senhor Henri,  Caminho, 2003 tr.:  El señor Henri, Mondadori, 2006
- O Senhor Brecht, Caminho, 2004; tr.: El señor Brecht, Mondadori, 2006
- O Senhor Juarroz, Caminho, 2004; tr.: El señor Juarroz, Mondadori, 2006
- O Senhor Kraus, Caminho, 2005
- O Senhor Calvino, Caminho, 2005
- O Senhor Walser, Caminho, 2006
- O Senhor Breton, Caminho, 2008
- O Senhor Swedenborg, Caminho, 2009
- O Senhor Eliot, Caminho, 2010
- La máquina de Joseph Walser, tr.: Mondadori, 2007,  en traducción de Ana Rita Costa García
- Biblioteca, tr.: Xordica, 2007, en versión de Félix Romeo
- Historias falsas, tr.: Xordica, 2008 y Paradiso Editores, 2013, en traducción de Ana María García Iglesias
- Jerusalén, Caminho, 2004; tr.: Mondadori, 2009, en traducción de Rita da Costa
- Aprender a Rezar na Era da Técnica, Caminho, 2007, en traducción de Rita da Costa
- Uma menina está perdida no seu século à procura do pai, tr.: "Una niña está perdida en su siglo en busca de su padre", Almadía, 2018, en traducción de Paula Abramo

## Enlaces
- Wikiquote alberga frases célebres de o sobre Gonçalo M. Tavares.

- Datos: Q972346
- Multimedia: Gonçalo M. Tavares / Q972346